# Cestrum diversifolium
Cestrum diversifolium är en potatisväxtart som beskrevs av Francey. Cestrum diversifolium ingår i släktet Cestrum och familjen potatisväxter. Inga underarter finns listade i Catalogue of Life.